# غابرييل كوربو
غابرييل كوربو (بالإيطالية: Gabriele Corbo)‏ هو لاعب كرة قدم إيطالي في مركزي الدفاع وقلب الدفاع، ولد في 11 يناير 2000 في نابولي في إيطاليا. لعب مع نادي بولونيا ونادي سبيزيا.

## وصلات خارجية
- غابرييل كوربو على موقع الدوري الأمريكي (الإنجليزية)
- غابرييل كوربو على موقع إي إس بي إن إف سي (الإنجليزية)
- غابرييل كوربو على موقع قاعدة بيانات كرة القدم.إي يو (الإنجليزية)
- غابرييل كوربو على موقع Soccerbase.com (لاعب) (الإنجليزية)
- غابرييل كوربو على موقع Soccerway.com (الإنجليزية)
- غابرييل كوربو على موقع عالم كرة القدم.نت (الإنجليزية)
- غابرييل كوربو على موقع AS.com (الإسبانية)